# Elena Saparina
Elena Viktorovna Saparina (em russo:  Елена Викторовна Сапарина; Moscou, 15 de junho de 1931) é uma escritora russa.
Formou-se em Jornalismo em 1954, na Universidade de Moscou. Foi editora da revista "Znanie - Sila" (Conhecimento é poder) e publicou "Cibernética dentro de nós", em 1972, um livro sobre inteligência artificial, heurística, biologia, psicologia, cibernética e biônica. 
Foi popular na década de 1970 porque tinha a capacidade de explicar problemas complexos com facilidade.

## O homem, animal cibernético
Esta obra foi escrita em 1966 por Yelena Saparina, e foi publicada em língua castelhana em 1972 pela Editorial Planeta. Este livro apresenta a biocibernética, ciência que lida com a aplicação de um organismo vivo dos princípios da construção e do trabalho de máquinas cibernéticas.
"Modernas ferramentas e meios para coletar, armazenar e processar informações sobre a intrincada estrutura e funcionamento dos organismos vivos abriram perspectivas importantes para a biologia. A estreita cooperação entre especialistas em eletrônica, matemáticos e biólogos estão tomando importantes resultados teóricos e práticos de aumentar o valor."
Os cientistas penetram cada vez mais profundamente em leis mais complexas da natureza viva. Na profissão médica utilizado máquinas de diagnóstico eletrônico. Dispositivos capazes ter sido construído para substituir o coração, pulmões ou rins durante a cirurgia, o que facilita muito o trabalho dos cirurgiões. Eles estão abrindo grandes perspectivas no estudo da atividade do sistema nervoso.